# Chicago XXV: The Christmas Album
Chicago XXV: The Christmas Album è il diciannovesimo album in studio del gruppo musicale statunitense Chicago, pubblicato nel 1998. Si tratta di un album natalizio.

## Tracce
1. The Little Drummer Boy
2. God Rest Ye Merry Gentlemen
3. Have Yourself a Merry Little Christmas
4. The Christmas Song
5. O Come All Ye Faithful
6. Child's Prayer
7. Feliz Navidad
8. Santa Claus Is Coming to Town
9. Christmas Time Is Here
10. Let It Snow! Let It Snow! Let It Snow!
11. What Child Is This?
12. White Christmas
13. Silent Night
14. One Little Candle

## What's It Gonna Be, Santa?
Nel 2003 l'album è stato ripubblicato dalla Rhino Records con il titolo What's It Gonna Be, Santa? con l'aggiunta di alcune tracce prodotte da Phil Ramone.

### Tracce
1. Winter Wonderland
2. Let It Snow! Let It Snow! Let It Snow!
3. Jolly Old Saint Nicholas
4. The Little Drummer Boy
5. This Christmas
6. Feliz Navidad
7. Bethlehem
8. The Christmas Song
9. O Come All Ye Faithful
10. Rudolph the Red-Nosed Reindeer
11. Have Yourself a Merry Little Christmas
12. Sleigh Ride
13. Silent Night
14. What Child Is This?
15. Christmas Time Is Here
16. God Rest Ye Merry Christmas
17. Santa Claus Is Coming to Town
18. Child's Prayer
19. One Little Candle
20. White Christmas

## Formazione
- Bill Champlin - organo, tastiera, piano, chitarra, voce, cori, altri strumenti
- Keith Howland - chitarra, tastiera, voce, cori
- Tris Imboden - batteria
- Robert Lamm - tastiera, piano, vibrafono, clavinet, voce, cori
- Lee Loughnane - tromba, flicorno, altri fiati, voce, cori
- James Pankow - trombone, tastiera
- Walter Parazaider - sassofono, flauto
- Jason Scheff - basso, tastiera, voce, cori